# Johannes Hoff Thorup
Jacob Hoff Thorup (Frederiksberg, 19 febbraio 1989) è un allenatore di calcio danese.

## Carriera
Thorup ha giocato a calcio giovanile al Frederiksberg e all'AB, ma non ha mai giocato nelle prime squadre. 
Ha iniziato ad allenare i giovani nell'AB nel 2012.
Nel 2015 è diventato allenatore delle giovanili del Nordsjælland ed è stato promosso assistente di Flemming Pedersen nel 2021. Il 7 gennaio 2023 è stato nominato nuovo allenatore del club, succedendo a Pedersen. 
Il 30 maggio 2024, viene ufficialmente annunciato l'ingaggio di Thorup come nuovo tecnico del Norwich City, nella Championship inglese, con cui firma un contratto triennale, valido a partire dal 1º luglio seguente. Il 22 aprile 2025, con la squadra al 14º posto in classifica in campionato, la società decide di esonerarlo e promuovere il vice, Jack Wilshere allenatore ad interim per le ultime due giornate di campionato.

## Statistiche

### Statistiche da allenatore
Statistiche aggiornate al 22 aprile 2025.
| Stagione             | Squadra              | Campionato           | Campionato | Campionato | Campionato | Campionato | Coppe nazionali | Coppe nazionali | Coppe nazionali | Coppe nazionali | Coppe nazionali | Coppe continentali | Coppe continentali | Coppe continentali | Coppe continentali | Coppe continentali | Altre coppe | Altre coppe | Altre coppe | Altre coppe | Altre coppe | Totale | Totale | Totale | Totale | % Vittorie | Piazzamento |
| Stagione             | Squadra              | Comp                 | G          | V          | N          | P          | Comp            | G               | V               | N               | P               | Comp               | G                  | V                  | N                  | P                  | Comp        | G           | V           | N           | P           | G      | V      | N      | P      | %          | Piazzamento |
| -------------------- | -------------------- | -------------------- | ---------- | ---------- | ---------- | ---------- | --------------- | --------------- | --------------- | --------------- | --------------- | ------------------ | ------------------ | ------------------ | ------------------ | ------------------ | ----------- | ----------- | ----------- | ----------- | ----------- | ------ | ------ | ------ | ------ | ---------- | ----------- |
| gen.-giu. 2023       | Nordsjælland         | SL                   | 5+10       | 2+3        | 2+3        | 1+4        | CD              | 4               | 3               | 0               | 1               | -                  | -                  | -                  | -                  | -                  | -           | -           | -           | -           | -           | 19     | 8      | 5      | 6      | 42,11      | Sub., 2°    |
| 2023-2024            | Nordsjælland         | SL                   | 22+10      | 10+6       | 7+3        | 5+1        | CD              | 6               | 4               | 0               | 2               | UECL               | 10                 | 6                  | 2                  | 2                  | -           | -           | -           | -           | -           | 48     | 26     | 12     | 10     | 54,17      | 4°          |
| Totale Nordsjaelland | Totale Nordsjaelland | Totale Nordsjaelland | 47         | 21         | 15         | 11         |                 | 10              | 7               | 0               | 3               |                    | 10                 | 6                  | 2                  | 2                  |             | -           | -           | -           |             | 67     | 34     | 17     | 16     | 50,75      |             |
| 2024-apr. 2025       | Norwich City         | FLC                  | 44         | 13         | 14         | 17         | FACup+CdL       | 1+2             | 1+0             | 0+0             | 0+2             | -                  | -                  | -                  | -                  | -                  | -           | -           | -           | -           | -           | 47     | 14     | 14     | 19     | 29,79      | Eson.       |
| Totale carriera      | Totale carriera      | Totale carriera      | 91         | 34         | 29         | 28         |                 | 13              | 8               | 0               | 5               |                    | 10                 | 6                  | 2                  | 2                  |             | -           | -           | -           |             | 114    | 48     | 31     | 35     | 42,11      |             |